# 3386 Klementinum
3386 Klementinum è un asteroide della fascia principale. Scoperto nel 1980, presenta un'orbita caratterizzata da un semiasse maggiore pari a 2,8380312 UA e da un'eccentricità di 0,0876676, inclinata di 2,16278° rispetto all'eclittica.
L'asteroide è dedicato al Clementinum, edificio di Praga.